# Cherleștii Moșteni
Cherleștii Moșteni – wieś w Rumunii, w okręgu Aluta, w gminie Teslui. W 2011 roku liczyła 303 mieszkańców. 